# Szövetség Brazíliáért
A Szövetség Brazíliáért (Portugálul: Aliança pelo Brasil) egy brazil politikai párt, amit Jair Bolsonaro fia alapított Brazíliában, 2019. november 12-én.

## Története
A Szociálliberális Pártból kilépett politikusok és Jair Bolsonaro és fiai megalapították saját pártjukat, miután nem tudtak megegyezni a Szociálliberális Párt elnökével, emiatt kiléptek a pártból, és elkezdték megalapítani saját politikai pártjukat Brazíliában. A párt ideológiája a nemzeti konzervativizmus, a szociálkonzervativizmus, a gazdasági liberalizmus, az antikommunizmus, és a populizmus. A párt elnöke Jair Bolsonaro, aki egyben Brazília elnöke, bejelentette, hogy indulni fog Brazília következő  elnökválasztásán is.